# Patrick Williams (componist)
Patrick Moody Williams (Bonne Terre, 23 april 1939 – Santa Monica, 25 juli 2018) was een Amerikaanse componist, muziekpedagoog, dirigent, arrangeur en trompettist.

## Levensloop
Williams groeide op in Connecticut. Gedurende zijn High School tijd was hij trompettist in het Norwalk Symphony Orchestra. Al in deze periode ontwikkelde hij grote interesse in jazz en werd leider van een jazzensemble aan zijn High School. Hij studeerde geschiedenis aan de Duke University in Durham en behaalde aldaar zijn Bachelor of Arts in 1961. Gedurende deze studie dirigeerde hij de jazz-/bigband "Duke Ambassadors" van 1959 tot 1961 en was hij trompettist in het symfonieorkest en het harmonieorkest van deze universiteit. Omdat hij constateerde dat muziek altijd zijn grote liefde was geweest, studeerde hij vervolgens compositie en orkestdirectie aan de Columbia-universiteit in New York. In New York had hij het al spoedig druk als arrangeur van muziek voor documentaires en vocale solisten. In 1968 verhuisde hij naar Los Angeles, om zijn carrière als arrangeur en componist van film- en televisiemuziek te forceren. Spoedig werden gecomponeerde en gearrangeerde jazzwerken op plaat opgenomen.
Hij werd eveneens hoofddocent en artistiek directeur van het Henry Mancini Institute voor vijf jaar en docent aan de Universiteit van Utah in Salt Lake City alsook aan de Universiteit van Colorado te Boulder. In de loop van de jaren was hij ook (gast-)docent aan het Berklee College of Music in Boston, aan de Indiana University in Bloomington, aan de Texas Christian University in Fort Worth, aan de Universiteit van Californië - Los Angeles (UCLA), California State University - Los Angeles (USC) en aan de Yale-universiteit in New Haven.
Williams componeerde en arrangeerde de muziek van meer dan 200 films. Voor de filmmuziek van Breaking Away werd hij in 1980 genomineerd voor een Oscar. Verdere bekende filmcomposities/-arrangementen zijn All of Me, Swing Shift, Cuba, Casey's Shadow en The Grass Harp. Bekende televisieseries met zijn muziek of arrangementen zijn Columbo, Lou Grant, The Mary Tyler Moore Show, The Bob Newhart Show, de The Streets of San Francisco en The Days and Nights of Molly Dodd. Williams werkte voor artiesten zoals Frank Sinatra, de klarinettist Eddie Daniels, de saxofonist Tom Scott en voor het Boston Pops Orchestra dat onder leiding van John Williams zijn werk Theme for Earth Day heeft opgenomen. Hij werd eveneens genomineerd voor de bekende Pulitzerprijs voor muziek (1977) voor zijn An American Concerto, verder won hij Grammy Awards voor jazzarrangementen, vier Emmy Awards voor zijn televisiemuziek en de Richard Kirk Award (1997) van Broadcast Music Incorporated (BMI). Hij werd benoemd tot eredoctor van de Universiteit van Colorado te Boulder (1983) alsook van de Duke University (2001).

## Composities

### Werken voor orkest
- Adagio, voor orkest
- An American Concerto, voor jazzkwartet en orkest
- An Overture to a Time, voor Afro-Cubaans slagwerk en orkest
- Appalachian Morning, voor orkest
- August, voor orkest
- Christmas Overture, voor orkest
- Gulliver, voor spreker en orkest
- Here come the Diamondbacks, voor orkest
- La Fuerza, voor trombone en orkest
- Memento mei (Remember me), voor sopraan en orkest
- Romances, voor jazz solist en orkest
- Some Notes for Hank - A Tribute to Henry Mancini, ouverture voor orkest
- Spring Wings, voor jazz-saxofoon, piano en orkest
- The Prayer to St. Francis, voor dwarsfluit en strijkorkest
- The Witch, voor trompet, slagwerk en strijkorkest
- Theme for Earth Day, voor orkest

### Werken voor harmonieorkest en koperensemble
- Fanfare for a Celebration, voor groot koperensemble
- From the Sea to the Stars, fanfare voor harmonieorkest
- Rhapsody, voor jazz ensemble en harmonieorkest
- Variations on a Autumn Theme, voor dwarsfluit en koperensemble

### Werken voor jazzensemble of bigband
- A Concerto in Swing, voor klarinet en jazzensemble
- Agave, voor bigband
- And the Sixth Day, voor bigband
- Her Song, voor bigband
- Kay's Theme, voor bigband
- Mr. Smoke, voor bigband
- The Late Night Wizzard, voor bigband
- Shades, voor bigband
- Threshold, voor bigband
- Too Hip for the Room, voor bigband

### Filmmuziek
- 1968 How Sweet It Is![2]
- 1969 A Nice Girl Like Me
- 1969 Don't Drink the Water
- 1970 Macho Callahan
- 1970 The Sidelong Glances of a Pigeon Kicker
- 1971 Evel Knievel
- 1973 Sssssnake Kobra
- 1975 Framed
- 1975 I Wonder Who's Killing Her Now?
- 1978 The Cheap Detective
- 1978 The One and Only[2]
- 1978 Casey's Shadow[2]
- 1979 Hot Stuff
- 1979 Cuba[2]
- 1979 Butch and Sundance: The Early Days

- 1979 Breaking Away
- 1980 Hero at Large
- 1980 Wholly Moses
- 1980 Used Cars
- 1980 It's My Turn[2]
- 1980 How to Beat the High Co$t of Living[2]
- 1981 Charlie Chan and the Curse of the Dragon Queen
- 1982 Some Kind of Hero
- 1982 The Best Little Whorehouse in Texas
- 1982 The Toy
- 1983 Marvin and Tige[2]
- 1984 Swing Shift
- 1984 The Buddy System
- 1984 Best Defense
- 1984 All of Me

- 1985 The Slugger's Wife
- 1986 Violets Are Blue
- 1986 Just Between Friends[2]
- 1986 Spot Marks the X
- 1988 Fresh Horses
- 1989 Worth Winning
- 1990 In the Spirit
- 1990 Cry-Baby
- 1992 The Cutting Edge
- 1992 Big Girls Don't Cry... They Get Even
- 1995 The Grass Harp
- 1995 Stormchasers
- 1997 That Old Feeling
- 1997 Julian Po
- 1998 Kiss the Sky
- 1999 Passion's Way

### Televisie filmmuziek
- 1967 A Funny Thing Happened on the Way to Hollywood
- 1995 Her Hidden Truth
- 1971 Incident in San Francisco
- 1971 Travis Logan, D.A.
- 1971 Hitched
- 1971 Terror in the Sky
- 1971 Lock, Stock and Barrel
- 1971 The Failing of Raymond
- 1972 Hardcase
- 1972 Short Walk to Daylight
- 1973 A Time for Love
- 1973 Topper Returns
- 1973 Ordeal
- 1974 Mrs. Sundance
- 1974 Murder or Mercy
- 1975 Stowaway to the Moon
- 1975 Crossfire
- 1975 The Lives of Jenny Dolan
- 1977 Stonestreet: Who Killed the Centerfold Model?
- 1977 The Man with the Power
- 1978 Escapade
- 1981 The Miracle of Kathy Miller
- 1981 The Princess and the Cabbie
- 1981 A Girl's Life
- 1982 Tomorrow's Child
- 1982 Family in Blue
- 1982 Moonlight
- 1983 The Fighter
- 1985 Seduced
- 1986 Oceans of Fire
- 1986 Spot Marks the X
- 1987 Kojak: The Price of Justice
- 1987 Laguna Heat
- 1988 Maybe Baby
- 1988 Double Standard
- 1989 Night Walk
- 1990 Love and Lies

- 1990 Quiet on the Set: Behind the Scenes of Molly Dodd
- 1990 Goodnight Sweet Wife: A Murder in Boston
- 1990 Decoration Day
- 1991 The Whereabouts of Jenny
- 1991 In Broad Daylight
- 1991 Daughters of Privilege
- 1991 Keeping Secrets
- 1991 Wildest Dreams
- 1991 Saturday's
- 1992 Back to the Streets of San Francisco
- 1992 Grave Secrets: The Legacy of Hilltop Drive
- 1992 Legacy of Lies
- 1992 Jewels
- 1993 Blind Spot
- 1993 Murder in the Heartland
- 1993 Taking the Heat
- 1993 Zelda
- 1993 Geronimo
- 1993 Mercy Mission: The Rescue of Flight 771
- 1994 French Silk
- 1994 Accidental Meeting
- 1994 The Corpse Had a Familiar Face
- 1994 Getting Gotti
- 1994 Twilight Zone: Rod Serling's Lost Classics
- 1994 The Gift of Love
- 1994 Because Mommy Works
- 1994 Take Me Home Again
- 1995 OP Center
- 1995 Kingfish: A Story of Huey P. Long
- 1995 Betrayed: A Story of Three Women
- 1995 Deadline for Murder: From the Files of Edna Buchanan
- 1995 Her Hidden Truth
- 1995 The West Side Waltz
- 1995 Journey
- 1995 Saved by the Light
- 1996 A Brother's Promise: The Dan Jansen Story
- 1996 My Very Best Friend

- 1996 Never Give Up: The Jimmy V Story
- 1996 The Siege at Ruby Ridge
- 1996 A Weekend in the Country
- 1996 After Jimmy
- 1997 Ed McBain's 87th Precinct: Heatwave
- 1997 Home Invasion (I)
- 1997 Childhood Sweetheart?
- 1997 A Walton Easter
- 1997 Mother Knows Best
- 1997 Sisters and Other Strangers
- 1997 Heart Full of Rain
- 1997 Solomon
- 1998 A Knight in Camelot
- 1999 Too Rich: The Secret Life of Doris Duke
- 1999 A Murder on Shadow Mountain
- 1999 Take My Advice: The Ann and Abby Story
- 1999 A Cooler Climate
- 1999 A Song from the Heart
- 1999 Shake, Rattle and Roll: An American Love Story
- 1999 Switching Goals
- 1999 Miracle on the 17th Green
- 1999 Jesus
- 2000 The Three Stooges
- 2000 The Thin Blue Lie
- 2000 Yesterday's Children
- 2001 Inside the Osmonds
- 2001 Just Ask My Children
- 2002 We Were the Mulvaneys
- 2002 Power and Beauty
- 2002 Just a Walk in the Park
- 2002 Heart of a Stranger
- 2003 1st to Die
- 2003 Finding John Christmas
- 2004 The Perfect Husband: The Laci Peterson Story
- 2004 When Angels Come to Town
- 2005 Herkules

### Televisieseries
- 1962-1971 The Virginian
- 1968-1970 It Takes a Thief
- 1968-1971 The Name of the Game
- 1970-1971 San Francisco International Airport
- 1970-1971 Headmaster
- 1970-1977 Oh Mary
- 1971 Funny Face
- 1971-1976 Cannon
- 1972-1977 The Streets of San Francisco
- 1972-1977 The Bob Newhart Show
- 1973-1974 The Magician
- 1974 Paul Sand in Friends and Lovers
- 1975-1976 Doc
- 1976 Bert D'Angelo/Superstar
- 1976 Good Heavens
- 1976 Most Wanted
- 1976-1977 The Tony Randall Show
- 1977-1980 Lou Grant
- 1977-1992 Columbo
- 1979-1980 A Man Called Sloane
- 1981 The Two of Us
- 1982 The Devlin Connection
- 1983 Mr. Smith
- 1983-1984 After MASH
- 1984 Empire
- 1986 Heart of the City
- 1987 Mr. President
- 1987 The Slap Maxwell Story
- 1987-1989 CBS Summer Playhouse
- 1987-1991 The Days and Nights of Molly Dodd
- 1988 Eisenhower & Lutz
- 1989-1990 FM
- 1989 The Simpsons
- 1993 Black Tie Affair
- 1993 Cutters
- 1995 Extreme
- 2003 Monk